# 玫唇蛇鱔
玫唇蛇鱔，又稱玫唇蝮鯙，為輻鰭魚綱鰻鱺目鯙亞目鯙科的其中一種，分布於印尼及菲律賓海域及半鹹水域，體長可達33.8公分，為底棲性魚類，生活在沿海、河口區，屬肉食性，生活習性不明。

## 擴展閱讀
維基物種上的相關：玫唇蛇鱔